# Rick Houenipwela

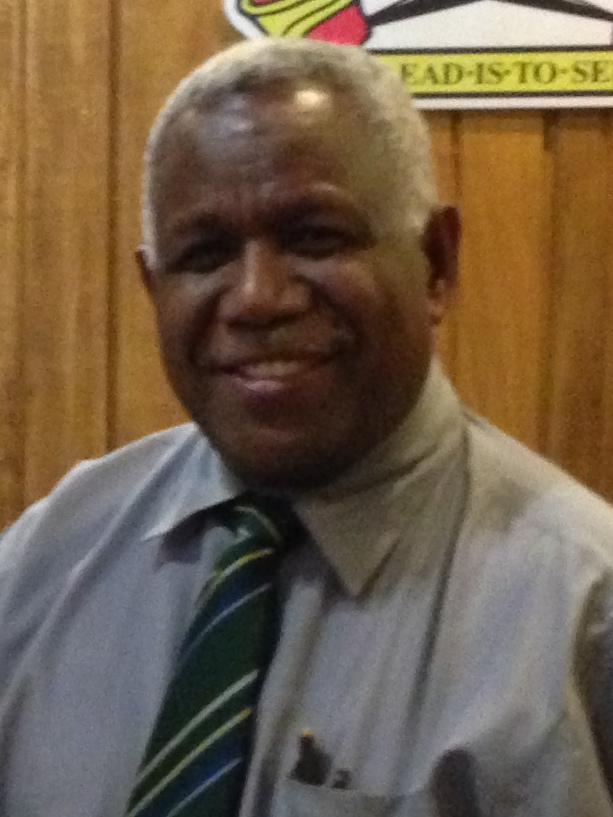
Rick „Hou“ Houenipwela

Rick „Hou“ Houenipwela (* 8. August 1958 in Riverside, Small Malaita, Provinz Malaita) ist ein salomonischer Politiker der Democratic Alliance Party, der seit 2017 Premierminister der Salomonen ist.

## Leben

### Zentralbankgouverneur, Abgeordneter und Minister
Rick „Hou“ Houenipwela absolvierte ein Studium im Fach Rechnungswesen, das er mit einem Bachelor of Accountancy abschloss. Ein weiteres Studium der Betriebswirtschaftslehre schloss er mit einem Diplom (Diploma of Commerce) ab. Darüber hinaus erwarb er ein Gradiertendiplom im Fach Entwicklungsmanagement (Graduate Diploma Development Administration). 1993 wurde er Gouverneur der Central Bank of Solomon Islands, der Zentralbank des Landes, und bekleidete diese Funktion bis 2008. Danach war er bei der Weltbank tätig und dort zuletzt Leitender Berater des Exekutivdirektors.
Am 4. August 2010 wurde Rick „Hou“ Houenipwela für die Democratic Alliance Party im Wahlkreis Small Malaita erstmals zum Mitglied des Nationalparlaments gewählt und am 19. November 2014 wiedergewählt. Zu Beginn seiner Parlamentszugehörigkeit war er zwischen dem 14. September 2010 und dem 18. April 2011 Mitglied des Ausschusses für Gesetzentwürfe und Gesetzgebung (Bills and Legislation Committee) sowie zugleich Mitglied des Rechnungsprüfungsausschusses (Public Accounts Committee). Er wurde am 18. April 2011 Minister für den öffentlichen Dienst (Minister of Public Service) im Kabinett von Premierminister Danny Philip und bekleidete dieses Ministeramt bis zum 10. November 2011.
Am 10. November 2011 wurde Finanzminister Gordon Darcy Lilo von Premierminister Philip entlassen. Am 11. November 2011 trat Premierminister Philip zurück, woraufhin Lilo am 16. November 2011 selbst zum Premierminister gewählt wurde. Bei der Wahl durch das Nationalparlament konnte sich Lilo mit 29 gegen 20 Stimmen für Milner Tozaka durchsetzen. Am 21. November 2011 berief Lilo Rick Hou zum neuen Minister für Finanzen und Schatz (Minister of Finance and Treasury). Am 22. November 2011 stellte Lilo sein weiteres Kabinett vor, in dem Peter Shanel Agovaka als Außenminister sowie Manasseh Maelanga als Innenminister bestätigt wurden. Das Amt als Finanzminister bekleidete er bis zum 8. September 2014. Nach seinem Ausscheiden aus dem Kabinett war er vom 23. Dezember 2014 bis zum 15. November 2017 Vorsitzender des Ausschusses für Gesetzentwürfe und Gesetzgebung sowie zugleich zwischen dem 22. Dezember 2014 und dem 15. November 2017 erneut Mitglied des Rechnungsprüfungsausschusses.

### Premierminister
Am 6. November 2017 wurde der bisherige Premierminister Manasseh Sogavare durch ein parlamentarisches Misstrauensvotum mit 27 zu 23 Stimmen abgesetzt. Am 15. November 2017 wurde Rick Houenipwela daraufhin zum neuen Premierminister gewählt und konnte sich mit 33 zu 16 Stimmen gegen John Moffat Fugui durchsetzen. Am 16. November 2017 stellte er den Großteil seines Kabinetts vor, dem unter anderem Manasseh Sogavare als stellvertretender Premierminister und Minister für Finanzen und Schatz, Jimson Fiau Tanangada als Innenminister und Moses Garu als Minister für Polizei, Nationale Sicherheit und Strafvollzugsdienste angehören. Am 17. November 2017 wurden die restlichen Minister vereidigt, darunter Milner Tozaka als Außenminister und Außenhandelsminister. Am 30. November 2017 erklärte das Obergericht (High Court) die Wahl von Jimson Fiau Tanangada für ungültig, woraufhin er sein Parlamentsmandat und den Posten als Innenminister verlor. Neuer Innenminister wurde daraufhin Commins Mewa.